# Římskokatolická farnost Želeč u Prostějova
Římskokatolická farnost Želeč u Prostějova je územní společenství římských katolíků v prostějovského děkanátu olomoucké arcidiecéze s farním kostelem svatého Bartoloměje.

## Historie
První písemná zmínka o obci pochází z roku 1141 z listiny biskupa Jindřicha Zdíka, kdy zde náleželo jedno popluží olomouckému kostelu. Roku 1863 byla v Želči zřízena farnost. Současný farní kostel byl vystavěn v letech 1938–1939 na místě starší kaple ze 16. století.

## Duchovní správci
Od července 2016 je administrátorem excurrendo R. D. Mgr. Pavel Šíra.

## Bohoslužby
| Kostel              | Místo              | Bohoslužba (den) | Hodina     | Poznámka     |
| ------------------- | ------------------ | ---------------- | ---------- | ------------ |
| svatého Bartoloměje | Želeč u Prostějova | neděle pátek     | 9.00 17.30 | Farní kostel |